# Purnell (relojes)
Purnell fue un fabricante de relojes suizo. La empresa se fundó en 2017 y tenía su sede en la Rue du Rhône 80, en Ginebra, y se declaró en quiebra en 2024.

## Historia
La empresa fue fundada en 2017, para producir relojes tourbillon de cuerda manual. Sus movimientos fueron diseñados por el relojero Eric Coudray, quien también inventó sus sistemas "spherion", un tourbillon de triple eje de alta velocidad. La compañía fue conocida por crear Escape II, un reloj con dos sistemas de tourbillon de triple eje.
En 2021, Purnell se asoció con France Football para crear un par de relojes que se entregaron a los ganadores del Balón de Oro. En 2022, se convirtieron en el cronometrador oficial del Association Sportive Monaco Football Club. En marzo de 2022, se asoció con READYMADE para crear una serie de relojes con correas de tela reciclada procedente de excedentes militares estadounidenses de la Segunda Guerra Mundial. Purnell también se asoció con el futbolista italiano Fabio Cannavaro.